# Ana Paula Maia
Ana Paula Maia (Nova Iguaçú, 1977) és una escriptora brasilera.

## Biografia
De molt jove va tocar en un grup punk i va estudiar piano. L'any 2001 va escriure el guió del curt O entregador de pizza. També va escriure, juntament amb Mauro Santa Cecília i Ricardo Petraglia, el monòleg teatral O rei dos escombros, que el 2003 va muntar Moacyr Chaves. La seva primera novel·la, O habitante das falhas subterrâneas, es va editar l'any 2003
L'any 2006 va publicar a Internet el fulletó pulp Barbudos Cretinos e suas histórias canalhas, en dotze capítols, una experiència pionera al Brasil. Més tard, el 2009, aquestes històries apareixerien publicades en format llibre amb el títol Entre rinhas de cachorros e porcos abatidos. Aquest llibre, que inclou dues novel·les curtes (la primera amb el mateix títol del llibre i la segona intitulada O trabalho sujo dos outros), conforma les dues primeres parts de la trilogia A saga dos brutos, que conclou l'any 2011 amb Carvão animal. El 2007 havia publicat també la novel·la A guerra dos bastardos. L'any 2012 publica una versió juvenil de la seva primera novel·la, O habitante das falhas subterrâneas.
Reconeix influències de Fiódor Dostoievski, del cinema de Quentin Tarantino i de Sergio Leone, de les telenovel·les i de la literatura pulp, entre d'altres. Els principals protagonistes de la seva narrativa són persones de classe baixa, habitants de suburbis, i molt especialment els dedicats a feines essencials i mal considerades, com la recollida d'escombraries, els escorxadors, i també persones marginades (boxadors, traficants de drogues, cineastes porno, apostadors...). La violència té un paper central en la seva narrativa, molt marcada per una visió cinematogràfica i dotada d'un gran ritme.

### Antologies
- 2011: Geração Zero Zero (org. Nelson de Oliveira) - Editora Record
- 2009: 10 cariocas (org. Federico Lavezzo) - Ferreyra editor (Argentina)

90-00 - Cuentos brasileños contemporáneos (org. Nelson de Oliveira e Maria Alzira Brum)
Todas as Guerras - Volume 1 - Tempos modernos (org. Nelson de Oliveira) - Editora Bertrand Brasil
Blablablogue - crônicas & confissões (org. Nelson de Oliveira) - Editora Terracota
- 2007: 35 segredos para chegar a lugar nenhum (org. Ivana Arruda Leite) - Editora Bertrand Brasil
- 2005: Contos sobre tela (org. Marcelo Moutinho) - Editora Pinakotheke

Sex´n´Bossa - Antologia di narrativa erotica brasiliana (org. Patrizia di Malta) - Editora Mondadori (Itàlia)
- 2004: 25 mulheres que estão fazendo a nova literatura brasileira (org. Luiz Rufatto) - Editora Record